# Arne Aas
Arne Martin Aas, född 7 juli 1931 i Oslo, död 3 april 2000, var en norsk skådespelare. 

## Filmografi (urval)
- 1968 – Bare et liv - historien om Fridjof Nansen
- 1969 – Dödsleken
- 1979 – Kronprinsen
- 1993 – Morsarvet

## TV-framträdanden
- 1998 Operasjon popcorn (kortfilm)
- 1993 Morsarven (TV-serie)
- 1992 Dødelig kjemi (TV-serie)
- 1988 Fleksnes – Her har jeg mitt liv (TV-serie)
- 1982 Fleksnes – Rotbløyte (TV-serie)
- 1974 Fleksnes – Det går alltid et tog (TV-serie)
- 1970 Kjemp for alt hva du har kjært (TV-teater)
- 1968 Det lykkelige valg (TV-teater)
- 1968 Lille Eyolf (TV-teater)
- 1968 Skipper Worse (TV-serie)